# Diether-Krebs-Platz
Der Diether-Krebs-Platz (bis 2011 Ostpark genannt) liegt im innenstadtnahen Südostviertel der Stadt Essen. In seinem südwestlichen Bereich grenzt er an den Wasserturm am Steeler Berg.

## Geschichte
Der 1902 angelegte, damals 1,25 Hektar große Ostpark sollte als Ausgleichsfläche zu den seit der Industrialisierung eng bebauten Wohnquartieren im nahen Umkreis dienen. Bis in die erste Hälfte des 20. Jahrhunderts wurde er auch als Austragungsort von Konzerten genutzt. Im angrenzenden, seit 1985 unter Denkmalschutz stehenden Wasserturm am Steeler Berg befand sich zu dieser Zeit ein Restaurant.
Ein Bombenangriff zweier Flieger im Ersten Weltkrieg forderte am 24. September 1916 vier Todesopfer, einen Wehrmann und drei Kinder. Eine Stele mit den Namen der Getöteten und der Inschrift Den Fliegeropfern am Wasserturm 1916 befindet sich auf dem Südwestfriedhof.
Aus städtebaulichen Gründen, insbesondere dem Bau der Autobahn (heute Ruhrschnellweg) in den 1960er Jahren, büßte der Ostpark entsprechend an Fläche ein. Heute wird der Park im Norden von der A40 (früher verlief hier etwas versetzt die Von-der-Tann-Straße), im Osten von der Straße Am Ostpark (früher Metzerstraße), im Süden von der Markgrafenstraße (früher ebenso) und im Westen von der Steeler Straße (früher Steeler Chaussee) begrenzt.
Am 1. November 2011 wurde der Ostpark im Gedenken an den im Südostviertel aufgewachsenen Schauspieler und Kabarettisten in Diether-Krebs-Platz umbenannt. Diether Krebs wurde 1947 im Südostviertel geboren. Er starb im Jahre 2000 und wurde auf dem ebenfalls im Viertel gelegenen Ostfriedhof beigesetzt. Krebs war seinem Heimatstadtteil stets verbunden geblieben.

### Gedenken an den Ruhraufstand

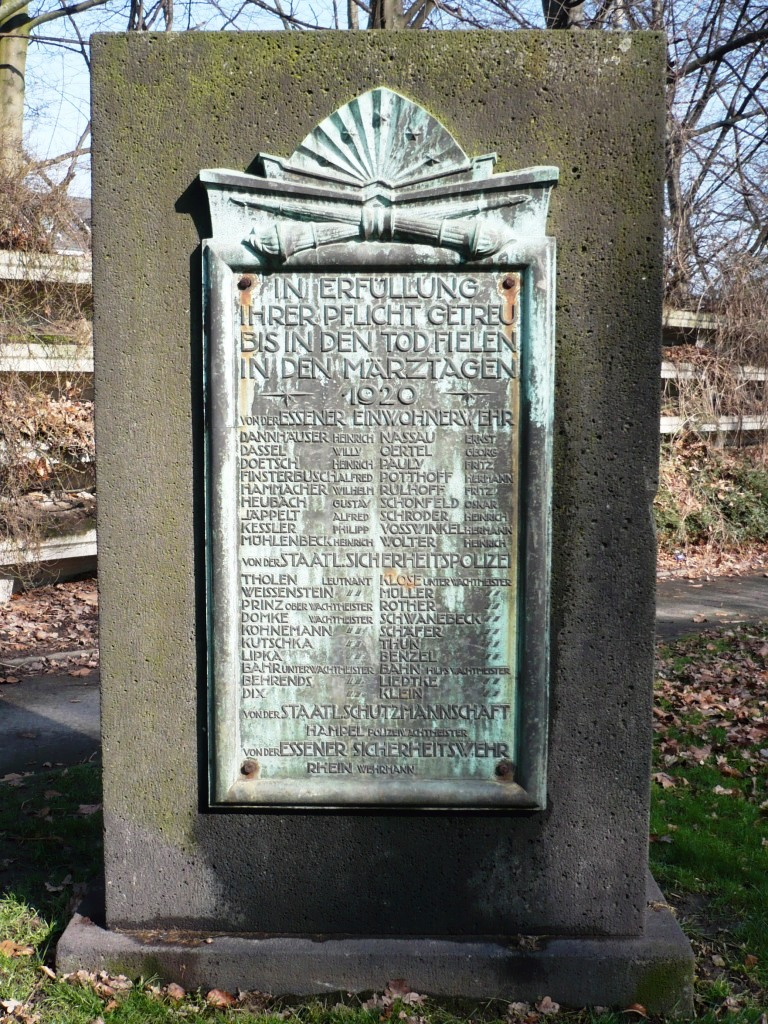
Gedenkstein zum Ruhraufstand im Ostpark

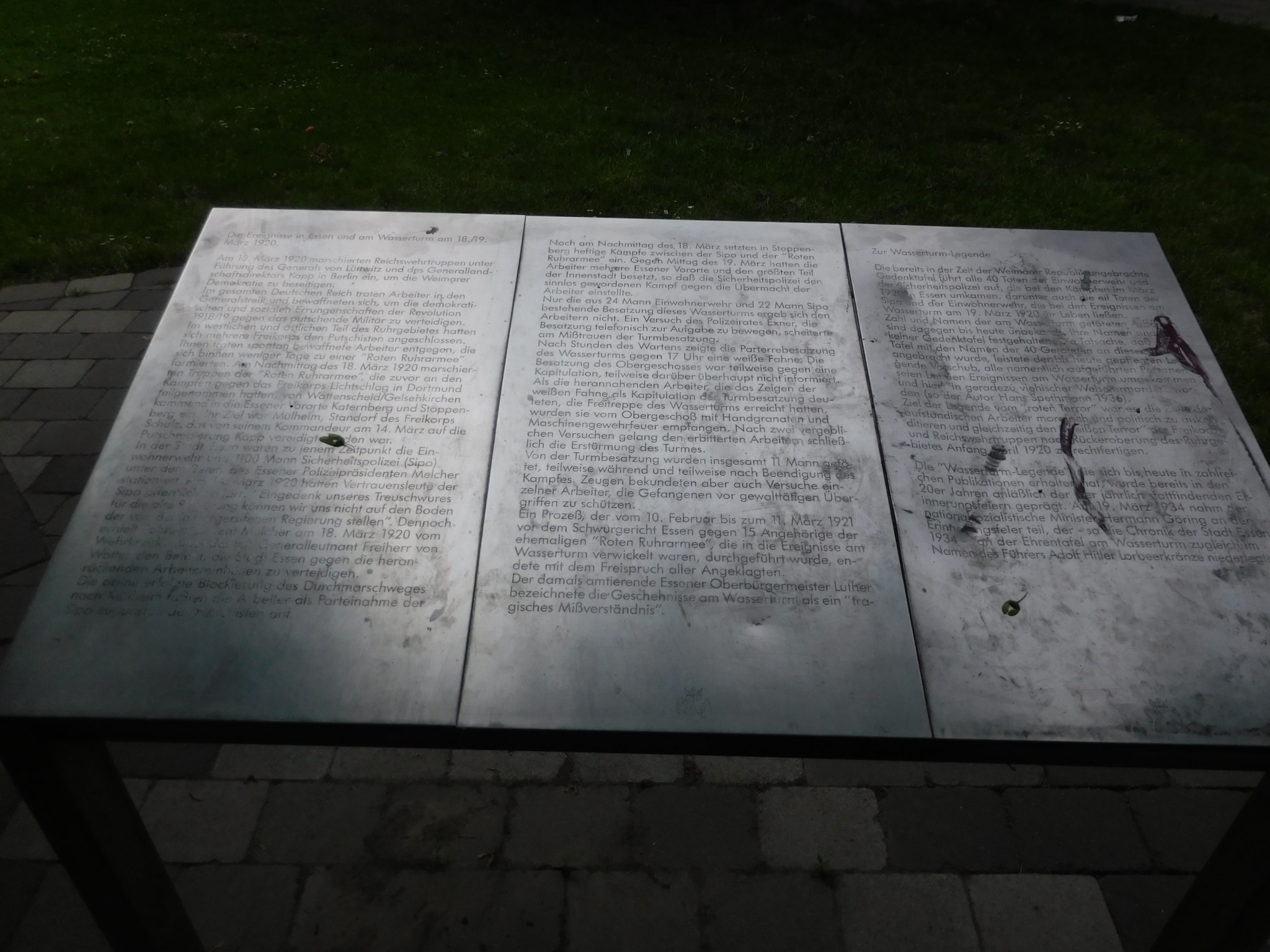
Erläuterungen zum Gedenkstein zum Ruhraufstand im Ostpark

Während des Ruhraufstands kämpften hier am Wasserturm am 19. März 1920 Angehörige der Reichswehr und der Freikorps gegen Trupps der Roten Ruhrarmee.
Zur Zeit der Weimarer Republik wurde im Park ein Gedenkstein aufgestellt. Er führt alle 40 im März 1920 in Essen getöteten Sicherheitspolizisten und Anhänger der Einwohnerwehr auf. So erinnert der Stein nicht nur an die elf Toten vom angrenzenden Wasserturm, die sich hier unter den 40 aufgelisteten befinden.
Hingegen bleiben die Gesamtzahl und die Namen der bei den Kämpfen umgekommenen Arbeiter bis heute unbekannt. Damit hatte dieser Gedenkstein auch das politische und moralische Ziel, die Arbeiterschaft zu diskreditieren und die Errungenschaft der Reichswehrtruppen nach Rückeroberung des Ruhrgebietes im April 1920 hervorzuheben.
Der Gedenkstein wurde am 19. März 1934 durch Hermann Göring für ein propagandistisches Gedenken missbraucht.
Mittlerweile stehen vor dem Gedenkstein drei Stahlplatten mit Erläuterungen zum Ruhrkampf und auf den Platten ist auch vermerkt, dass ein Gerichtsverfahren nach den Kämpfen am Wasserturm zu dem Schluss kam, dass es sich um ein tragisches Missverständnis gehandelt habe. Die Platten wurden ca. 2010 aufgestellt.